# Route nationale 507
Die N507 war von 1933 bis 1973 eine französische Nationalstraße, die bei Annemasse von der N206 abzweigte und am Cirque du Fer à Cheval endete. Ihre Länge betrug 54 Kilometer. 1978 wurde die N7D in N507 umnummeriert. Ein Teil dieser wurde 1981 Teil der N7. Der Rest wurde 2002 zur N2507 und 2006 dann die D2507N.